# Canton de Lucerne
Le canton de Lucerne (LU, en allemand : Kanton Luzern) est l'un des 26 cantons de la Suisse. Son chef-lieu est Lucerne.

## Géographie

### Généralités
Le canton de Lucerne se trouve dans la partie centrale de la Suisse. Il a la forme d'un quadrilatère irrégulier, avec notamment une pointe au sud-ouest entre les cantons de Berne et d'Obwald. Le découpage des limites du canton est très irrégulier, particulièrement au nord où elles servent de frontière avec le canton d'Argovie. Les autres cantons limitrophes sont, Zoug et Schwytz à l'est et Nidwald au sud.
Le canton de Lucerne possède quelques frontières naturelles : au sud, il est bordé par de hautes montagnes rocheuses, tandis que sa frontière avec le canton de Berne est marquée par la rivière Roth entre Grossdietwil et Saint-Urbain. Les limites du canton passent également par trois fois sur le lac des Quatre-Cantons, une fois sur le lac de Zoug et une fois sur le lac de Hallwil.
Le canton est partagé entre les Préalpes, qui couvrent à peu près un quart du territoire, au sud, et le Plateau. Les anciens districts lucernois de Hochdorf et Sursee se trouvent ainsi entièrement sur le Plateau, et l'ancien district d'Entlebuch est le seul à être en totalité dans les Préalpes.
Le point culminant du canton se trouve au Brienzer Rothorn, vers la frontière sud, à 2 348 m,, et son point le plus bas se trouve à Honau, au bord de la Reuss, à 403 m,. S'étendant sur 1 493,44 km2, Lucerne est le neuvième canton de Suisse en superficie.

### Hydrographie
La principale rivière est la rivière Reuss.

## Histoire
La région de Lucerne a été habitée depuis les temps préhistoriques. Après la chute de l'Empire romain, les Alémans s'y installèrent, et quelques monastères apparurent avant l'an mille. La fondation de la ville de Lucerne se situe entre 1180 et 1200. Le 7 novembre 1332, Lucerne est la première ville à rejoindre la Confédération des VIII cantons, bien qu'elle se soit battue aux côtés des Hasbsbourg lors de la bataille de Morgarten.

## Politique
Le 16 mars 2010, le Conseil cantonal de Lucerne a approuvé, en première lecture, l'essai du vote électronique. Depuis novembre 2010, les lucernois vivant à l'étranger peuvent voter en vote électronique.

### Organisation territoriale
Voir article avec la liste des communes.

## Démographie

### Population
Au 31 décembre 2023, le canton de Lucerne compte 432 744 habitants, soit 4,9 % de la population totale de la Suisse. Il est ainsi le septième canton suisse le plus peuplé. Sa densité de population atteint 290 hab/km2, légèrement supérieure à la moyenne suisse.
Pour des raisons techniques, il est temporairement impossible d'afficher le graphique qui aurait dû être présenté ici.

### Religion
Plus des deux-tiers des habitants du canton revendiquent l'appartenance au catholicisme romain.
Le tableau suivant détaille un évaluation de la population de plus de 15 ans du canton suivant la religion, en 2021 :
| Religion                       | Population | %      |
| ------------------------------ | ---------- | ------ |
| Catholiques romains            | +191 497,  | +055,  |
| Protestants                    | +32 645,   | +009,4 |
| Communautés islamiques         | +16 972,   | +004,9 |
| Autres communautés chrétiennes | +15 876,   | +004,6 |
| Catholiques chrétiens          | +00471,    | +000,1 |
| Communauté de confession juive | +00279,    | +000,1 |
| Aucune appartenance            | +85 172,   | +024,5 |
| Autre religion                 | +03 844,   | +001,1 |
| Inconnu                        | +01 904,   | +000,6 |
| Total                          | +348 186,  | +100,  |

Note : les intitulés des religions sont ceux donnés par l'Office fédéral de la statistique ; les protestants comprennent les communautés néo-apostoliques et les témoins de Jéhovah ; les autres communautés chrétiennes comprennent les catholiques chrétiens et chrétiens-orthodoxes. La catégorie pour la communauté juive a un intervalle de confiance de 52 % en raison d'une faible observation.

### Emblèmes
Le canton de Lucerne a pour emblèmes un drapeau et un blason. Les armoiries de Lucerne se blasonnent : Coupé d’argent et d’azur.

### Langue
La langue officielle du canton est l'allemand.
Le tableau suivant détaille la langue principale des habitants du canton en 2000 :
| Langue                             | Locuteurs | %      |
| ---------------------------------- | --------- | ------ |
| Allemand                           | +311 543, | +088,9 |
| Langues slaves de l'ex-Yougoslavie | +07 829,  | +002,2 |
| Italien                            | +06 801,  | +001,9 |
| Albanais                           | +06 768,  | +001,9 |
| Portugais                          | +03 126,  | +000,9 |
| Espagnol                           | +02 491,  | +000,7 |
| Français                           | +02 053,  | +000,6 |
| Turc                               | +00955,   | +000,3 |
| Romanche                           | +00388,   | +000,1 |
| Autres                             | +08 550,  | +002,4 |
| Total                              | +350 504, | +100,  |